# Xenophysa cacumena
Xenophysa cacumena är en fjärilsart som beskrevs av Brandt 1938. Xenophysa cacumena ingår i släktet Xenophysa och familjen nattflyn. Inga underarter finns listade i Catalogue of Life.